# Ian Kinsler
Ian Michael Kinsler (ur. 22 czerwca 1982) – amerykański baseballista występujący na pozycji drugobazowego w San Diego Padres.

## College
Kinsler został wybrany w 29. rundzie draftu przez Arizona Diamondbacks, jednak nie podpisał z organizacją tego klubu kontraktu, gdyż zdecydował się podjąć studia w Central Arizona College, gdzie w 2001 grał w drużynie tej uczelni, uzyskując średnią uderzeń 0,405 i zaliczając 17 double'ów. Po zakończeniu sezonu ponownie przystąpił do draftu, gdzie został wybrany w 26. rundzie przez Diamondbacks jednak chciał dalej kontynuować grę w NCAA w celu nabrania większego doświadczenia.
W styczniu 2002 został studentem Arizona State University, gdzie przez rok był zawodnikiem drużyny Arizona State Sun Devils, pełniąc głównie rolę rezerwowego. Trzeci rok studiów zaliczył na University of Missouri i grał w zespole Missouri Tigers uzyskując średnią uderzeń 0,335. W czerwcu 2003 został wybrany w 17. rundzie draftu przez Texas Rangers.

## Minor League Baseball
Zawodową karierę Kinsler rozpoczął od występów w klubach farmerskich Texas Rangers, w Spokane Indians, reprezentującym poziom Rookie, na pozycji łącznika. W sezonie 2004 grał w Clinton LumberKings (Single-A) i Frisco RoughRiders (Double-A). W 2005 został zawodnikiem Oklahoma RedHawks z Triple-A i przesunięty na drugą bazę.

## Major League Baseball

### Texas Rangers

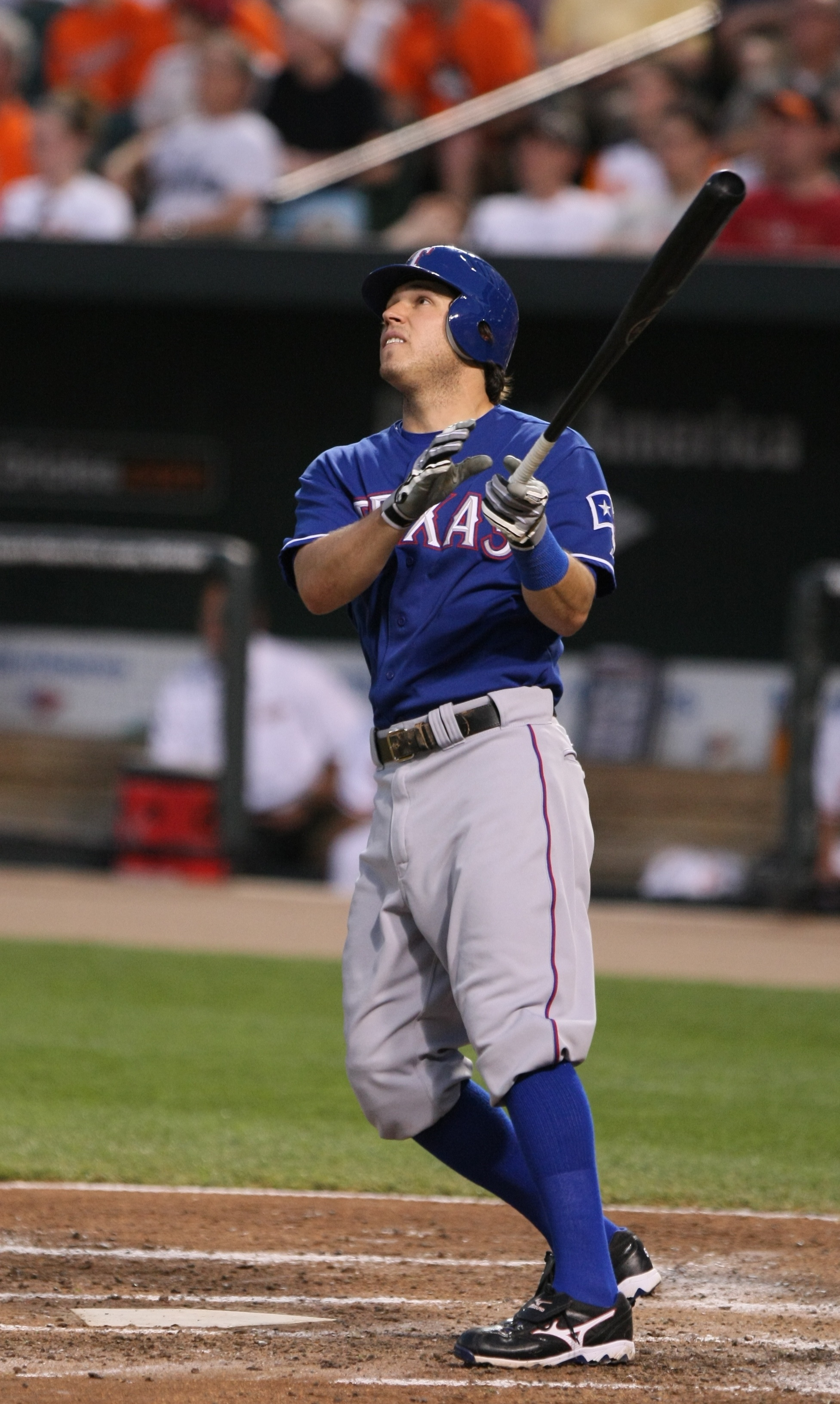
Kinsler jako zawodnik Texas Rangers.

Po odejściu do Washington Nationals po zakończeniu sezonu 2005 pierwszego drugobazowego zespołu Alfonso Soriano, Kinsler otrzymał zaproszenie na występy w zepole Rangers podczas spring training 2006 na tej pozycji. W Major League Baseball zadebiutował 3 kwietnia 2006 w meczu przeciwko Boston Red Sox, w którym zaliczył single przy pierwszym podejściu do odbicia. Trzy dni później w spotkaniu z Detroit Tigers zdobył pierwszego home runa w MLB. W debiutanckim sezonie uzyskał średnią 0,286, zdobył 14 home runów, zaliczył 55 RBI i został wybrany najlepszym debiutantem w zespole.
W lutym 2008 podpisał nowy, pięcioletni z opcją przedłużenia o rok kontrakt wart 32 miliony dolarów. W tym samym roku po raz pierwszy wystąpił w Meczu Gwiazd jako rezerwowy. 15 kwietnia 2009 w meczu przeciwko Baltimore Orioles zaliczył cycle jako czwarty zawodnik w historii klubu; w całym spotkaniu zanotował sześć odbić na sześć podejść; ostatnim zawodnikiem, który zaliczył cycle i sześć odbić był William Farmer Weaver z Louisville Colonels 12 sierpnia 1890. Miesiąc później magazyn Sporting News umieścił go na 24. miejscu na liście najlepszych aktywnych zawodników w lidze. W tym samym roku został członkiem klubu Klubu 30–30 jako 34. zawodnik w historii, zdobywając w sezonie zasadniczym 31 home runów i "kradnąc" 31 baz. W 2010 po raz drugi w karierze wystąpił w All-Star Game.
2 kwietnia 2011 został pierwszym zawodnikiem w historii MLB, który zdobył home runa, będąc pierwszym na liście pałkarzy (tzw. lead-off home runs) w dwóch pierwszych meczach sezonu. W tym samym roku powtórzył osiągnięcie sprzed dwóch sezonów osiągając pułap 30 home runów i 30 skradzionych baz. W 2012 zaliczył trzeci występ w Meczu Gwiazd. W 2013 ustanowił klubowy rekord notując 172 skradzione bazy, który został pobity przez Elvisa Andrusa w kwietniu 2014.

### Detroit Tigers
W listopadzie 2013 przeszedł do Texas Rangers za pierwszobazowego Prince'a Fieldera; Rangers otrzymali dodatkowo 30 milionów dolarów, wynikających z ważnego do 2020 kontraktu Fieldera. Pierwszego home runa w barwach nowego klubu zdobył 2 kwietnia 2014 w meczu przeciwko Kansas City Royals; w tym samym spotkaniu zaliczył dające zwycięstwo single w drugiej połowie dziesiątej zmiany. W lipcu 2014 został powołany do Meczu Gwiazd w miejsce kontuzjowanego Víctora Martíneza.
30 września 2016 w meczu z Atlanta Braves, wyrównał rekord klubowy wśród drugobazowych, należący do Lou Whitakera, zdobywając 28. home runa w sezonie zasadniczym. W tym samym roku został wyróżniony spośród drugobazowych, otrzymując po raz pierwszy w swojej karierze Złotą Rękawicę.

### Późniejszy okres
W grudniu 2017 w ramach wymiany zawodników przeszedł do Los Angeles Angels, zaś w lipcu 2018 do Boston Red Sox. W grudniu 2018 podpisał jako wolny agent dwuletni kontrakt z San Diego Padres.

## Nagrody i wyróżnienia
| Nagroda/wyróżnienie      | Lata                   | Źródło       |
| 4× All-Star              | 2008, 2010, 2012, 2014 | [ 1 ]        |
| 2× Gold Glove Award      | 2016, 2018             | [ 1 ] [ 19 ] |
| Zwycięzca w World Series | 2018                   | [ 21 ]       |
| 30–30 club               | 2009, 2011             | [ 12 ]       |